# LP 502-56
LP 502-56是一顆位於巨蛇座附近的紅矮星，距離地球約28.1光年。